# Ulysse, souviens-toi !
Ulysse, souviens-toi ! (titre original : Keyhole) est un film canadien réalisé par Guy Maddin, sorti le 9 septembre 2011 au Canada (Toronto International Film Festival) et en salles en France le 22 février 2012.

## Synopsis
Ulysse Pick est un gangster égoïste, un mari violent et un père mal aimant. Après une longue absence, il rentre enfin chez lui. Chez lui… Une maison qu’il ne reconnaît plus, une maison hantée par les fantômes du passé. Chaque recoin cache un secret dont il cherche la clé. Pièce après pièce, il entreprend une odyssée au plus profond de ses souvenirs.
Denny, une jeune femme noyée et miraculeusement revenue à la vie l’aide dans sa quête. Elle est aveugle, mais son regard vide perce au-delà de la réalité présente. Elle voit ce qu’Ulysse ne voit pas, entend ce qu’il n’entend pas. Accompagnés de Manners, le propre fils d’Ulysse que ce dernier ne reconnaît même pas, ils arpentent les couloirs et les passages secrets pour se rapprocher de la vérité. Un voyage qui le rapproche pas à pas de Hyacinth, sa femme, enfermée dans une des chambres.
Souviens-toi Ulysse, souviens-toi…

## Distribution
- Jason Patric : Ulysses Pick
- Isabella Rossellini : Hyacinth
- Udo Kier : Dr. Lemke
- Louis Negin : Calypso / Camille
- Brooke Palsson : Denny
- Suzanne Pringle : double de Brooke Palson / Gun Moll
- David Wontner : Manners
- Kevin McDonald : Ogilbe